# Historis
Historis é um gênero, proposto por Jakob Hübner em 1819, de borboletas neotropicais da família Nymphalidae que se alimentam de substâncias vegetais fermentadas ou em exsudação; com lagartas que se alimentam de folhas de árvores do gênero Cecropia. Possui duas espécies reconhecidas, que podem ser identificadas na seguinte chave:

## Identificação de espécies
Borboletas com até 11 centímetros de envergadura, contendo uma pequena mancha branca na parte superior de cada asa anterior em ambos os lados (por cima e por baixo). Vista por baixo, a padronagem é de folha seca, com grossas listras, mais ou menos lineares, de um marrom mais escuro. Não apresentam filamentos na lateral inferior das asas posteriores. / Historis odius
Borboletas com até 08 centímetros de envergadura, contendo seis pequenas manchas brancas na parte superior de cada asa anterior, menos pronunciadas se vistas por baixo; onde a padronagem é de folha seca, porém com grossas listras em zigzag, mais próximas ao corpo do inseto. Apresentam filamentos na lateral inferior das asas posteriores. / Historis acheronta
Ambas as espécies foram descritas por Johan Christian Fabricius, em 1775, na obra Systema Entomologiae: Sistens Insectorum Classes, Ordines, Genera, Species, Adiectis Synonymis, Locis, Descriptionibus, Observationibus.